# John Cullberg
John Olof Cullberg, född 23 april 1895 i Harestads församling, Göteborgs och Bohus län, död 10 augusti 1983 i Uppsala domkyrkoförsamling, var en svensk teolog och präst. Han var biskop i Västerås 1940–1962.

## Biografi

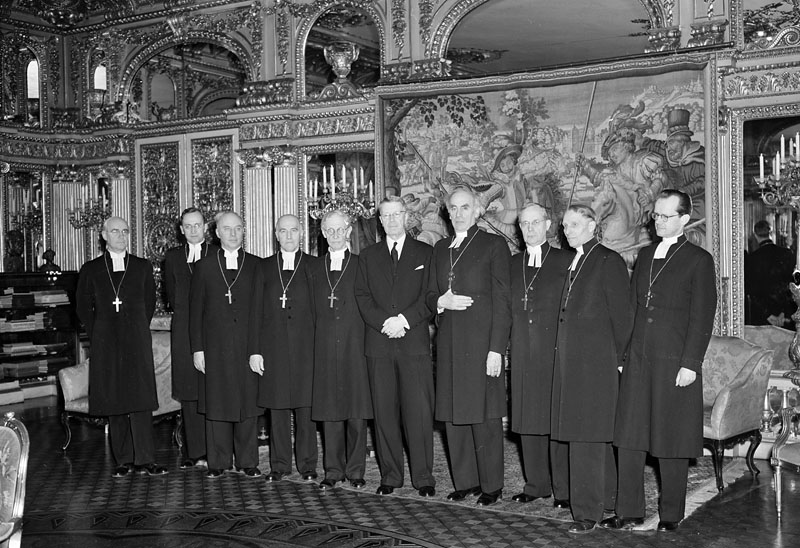
John Cullberg och åtta andra biskopar besöker kung Gustaf VI Adolf på Kungliga slottet.

Cullberg avlade studentexamen 1912. Han blev filosofie kandidat 1915 och fyra år senare filosofie licentiat 1919, varpå han började studera teologi och uppnådde kandidatnivå 1922. Han lade fram sin avhandling för filosofie doktorsgrad 1926 och prästvigdes för Göteborgs stift 1928 men övergick till Uppsala ärkestift 1932 och blev teologie doktor 1933. Under 1926 var han docent i religionsfilosofi vid Uppsala universitet och 1928–1929 och 1936 tillförordnad professor i teologisk encyklopedi och teologiska prenotioner Han tjänstgjorde som kyrkoherde i Balingsta pastorat 1933–1940 och som kontraktsprost i Lagunda och Hagunda kontrakt 1937–1940.
Han genomförde studieresor till Tyskland och Schweiz 1926 samt till England 1928 och 1930.
Han var ordförande i Föreningen Heimdal 1925, Uppsala studentkår 1926–1927, Sveriges Förenade Studentkårer 1927, Sveriges kyrkliga lärareförbund 1941–1950, 1945 års kollektutredningskommitté, Svenska kyrkohjälpens rikskommitté och Svenska kyrkans lekmannaskola.
Han var vice ordförande i Sveriges kristliga studentrörelse 1929, 1931 och 1932 samt dess ordförande 1933–1937.
Cullberg blev som biskop hedersledamot av Västmanlands-Dala nation vid Uppsala universitet. Han promoverades till teologie hedersdoktor vid Greifswalds universitet 1956.

### Familj
John Cullberg var son till kontraktsprosten Johan Cullberg och Harriet, född Rabe. Han var från 1928 gift med Eva Virgin, som var dotter till överste Jacques Virgin. I äktenskapet föddes barnen konstnären Carin Adler, Erland Cullberg, Johan Cullberg, Staffan Cullberg och läkaren Göran Cullberg. John Cullberg var bror till Oscar och Harry Cullberg samt kusin till Carl Block.

## Utmärkelser
- Kommendör av första klass av Nordstjärneorden